# Renouveau Valdôtain
Renouveau Valdôtain (Renaixement Valldostà, RV) fou un partit polític de la Vall d'Aosta. Fou creat el 2006 com a escissió d'Unió Valldostana, dirigida pel seu cap Carlo Perrin, partidari de mantenir estrets lligams amb els partits italians de centresquerra de la coalició l'Unione i continuar el camí original d'UV.
A les eleccions legislatives italianes de 2006 va formar la coalició Autonomia Llibertat Democràcia (ALD), amb Demòcrates d'Esquerres, la Margherita, Alé Vallée, Vallée d'Aoste Vive, Rifondazione Comunista, Federació dels Verds i altres partits minoritaris. Aconseguiren l'elecció com a diputat de Roberto Rolando Nicco (DS) i com a senador Carlo Perrin, derrotant els candidats Marco Viérin (Stella Alpina) i Augusto Rollandin (UV).
A les eleccions regionals de la Vall d'Aosta de 2008 va formar llista amb Vallée d'Aoste Vive i van obtenir el 12,5% dels vots i 5 diputats regionals, tres d'ells de RV.
El 10 de febrer de 2010, es va dissoldre dins Autonomie Liberté Démocratie, que esdevé Autonomie Liberté Participation Écologie (ALPE) en 2011.